# CARIFTA Games 2024
Die 51. CARIFTA Games finden vom 30. März bis zum 1. April 2024 in der grenadischen Hauptstadt St. George’s im Grenada National Stadium statt, womit die Veranstaltung zum dritten Mal in der grenadischen Hauptstadt stattfand. Teilnahmeberechtigt sind alle Staaten, die Teil der Caribbean Free Trade Association (CARIFTA) sind. Es wurden Wettbewerbe in der U20-Altersklasse sowie in der U17-Altersklasse ausgetragen.

## Männer U20

### 100 m
| Platz | Athlet            | Land | Zeit (s) |
| ----- | ----------------- | ---- | -------- |
| 1     | Davonte Howell    | CAY  | 10,15    |
| 2     | Jaiden Reid       | CAY  | 10,34    |
| 3     | Javorne Dunkley   | JAM  | 10,34    |
| 4     | Ajani Daley       | ATG  | 10,46    |
| 5     | Jeremiah Adderley | BAH  | 10,50    |
| 6     | Carlos Brown      | BAH  | 10,51    |
| 7     | Samuel Green      | GRN  | 10,52    |
| 8     | Emilio Bishop     | GRN  | 10,69    |

Finale: 30. März
Wind: +0,5 m/s

### 200 m
| Platz | Athlet               | Land | Zeit (s) |
| ----- | -------------------- | ---- | -------- |
| 1     | Gary Card            | JAM  | 20,60    |
| 2     | Aragorn Straker      | BAR  | 20,76    |
| 3     | Davonte Howell       | CAY  | 20,90    |
| 4     | Keo Davis            | VIN  | 21,10    |
| 5     | Johan-Ramaldo Smythe | JAM  | 21,27    |
| 6     | Samuel Green         | GRN  | 21,41    |
| 7     | Malachi Austin       | GUY  | 21,56    |
| 8     | Miles Sasha Granjean | HAI  | 21,99    |

Finale: 1. April
Wind: +1,8 m/s

### 400 m
| Platz | Athlet            | Land | Zeit (s) |
| ----- | ----------------- | ---- | -------- |
| 1     | Malachi Austin    | GUY  | 46,35    |
| 2     | Marcinho Rose     | JAM  | 46,59    |
| 3     | Joshiem Sylvester | GRN  | 46,93    |
| 4     | Kyrell Thomas     | TTO  | 47,23    |
| 5     | Zion Shepherd     | BAH  | 47,25    |
| 6     | Jaylen Bennett    | SKN  | 48,34    |
| 7     | Taigon Peterkin   | GRN  | 48,62    |
|       | Javaughn Pinnock  | JAM  | DSQ      |

Finale: 30. März

### 800 m
| Platz | Athlet                | Land | Zeit (min) |
| ----- | --------------------- | ---- | ---------- |
| 1     | Kemarrio Bygrave      | JAM  | 1:51,43    |
| 2     | Deangelo Brown        | GRN  | 1:52,81    |
| 3     | Keeran Sriskandarajah | TTO  | 1:52,91    |
| 4     | Jahfa Woodley         | TTO  | 1:53,63    |
| 5     | Brandon Hinds         | BAR  | 1:55,53    |
| 6     | Zion Miller           | BAH  | 1:55,77    |
| 7     | Yoshane Bowen         | JAM  | 2:02,68    |
|       | Javon Roberts         | GUY  | DNF        |

Finale: 1. April

### 1500 m
| Platz | Athlet           | Land | Zeit (min) |
| ----- | ---------------- | ---- | ---------- |
| 1     | Kemarrio Bygrave | JAM  | 3:58,10    |
| 2     | Jaquan Coke      | JAM  | 3:58,38    |
| 3     | Jake Brislane    | BER  | 3:58,83    |
| 4     | Tafari Waldron   | TTO  | 3:59,66    |
| 5     | Deangelo Brown   | GRN  | 4:05,79    |
| 6     | Isaiah Jacott    | SUR  | 4:07,03    |
| 7     | Jake Smith       | BER  | 4:08,84    |
| 8     | Omare Thompson   | TTO  | 4:09,17    |

30. März

### 5000 m
| Platz | Athlet             | Land | Zeit (min) |
| ----- | ------------------ | ---- | ---------- |
| 1     | Tafari Waldron     | TTO  | 15:01,60   |
| 2     | Jake Brislane      | BER  | 15:42,42   |
| 3     | Omare Thompson     | TTO  | 16:03,43   |
| 4     | Isaiah Jacott      | SUR  | 16:10,27   |
| 5     | Dabian Yeshua      | ARU  | 16:39,80   |
| 6     | Ejay George        | GRN  | 17:21,28   |
| 7     | Henreek-k Francois | VIN  | 17:21,48   |
| 8     | Ross Martin        | BAH  | 17:23,88   |

1. April

### 110 m Hürden (99,1 cm)
| Platz | Athlet           | Land | Zeit (s) |
| ----- | ---------------- | ---- | -------- |
| 1     | Shaquane Gordon  | JAM  | 13,15    |
| 2     | Daniel Beckford  | JAM  | 13,25    |
| 3     | Lizheng Zhuang   | CUW  | 13,94    |
| 4     | Tahj Brown       | BAH  | 14,08    |
| 5     | Robert Stuart    | BAH  | 14,23    |
| 6     | Jimmy Mercera    | BES  | 14,68    |
| 7     | Andy Mertosetiko | GUF  | 15,20    |
| 8     | Kyle Nedd        | GRN  | 15,25    |

Finale: 1. April
Wind: +2,1 m/s

### 400 m Hürden
| Platz | Athlet            | Land | Zeit (s) |
| ----- | ----------------- | ---- | -------- |
| 1     | Shamer Blake      | JAM  | 51,21    |
| 2     | Princewell Martin | JAM  | 51,34    |
| 3     | Dorian Charles    | TTO  | 52,70    |
| 4     | Tonovila Hicks    | HAI  | 54,08    |
| 5     | Morgan Moss       | BAH  | 54,69    |
| 6     | Berkley Munnings  | BAH  | 54,90    |
| 7     | Kyle Nedd         | GRN  | 56,27    |
| 8     | Niran Warde       | SKN  | 65,90    |

31. März

### 4 × 100 m Staffel
| Platz | Land                | Athleten                                                      | Zeit (s) |
| ----- | ------------------- | ------------------------------------------------------------- | -------- |
| 1     | Trinidad und Tobago | Che Wickham Mikhail Byer Hakeem Chinapoo Dylan Woodruffe      | 40,45    |
| 2     | Jamaika             | Javorne Dunkley Raheem Pinnock Gary Card Johan-Ramaldo Smythe | 40,55    |
| 3     | Grenada             | Shaquane Toussaint Emilio Bishop Taigon Peterkin Samuel Green | 40,71    |
| 4     | Antigua und Barbuda | Dwayne Fleming Nicardo Clarke Kasiya Daley Ajani Daley        | 40,75    |
| 5     | St. Kitts und Nevis | Timothy Williams Keo Davis J'mar Saunders Aj Delpesche        | 41,29    |
| 6     | Bahamas             | Aiden Kelly Nijae McBride Carlos Brown Jonathan Harris        | 41,35    |

31. März

### 4 × 400 m Staffel
| Platz | Land                           | Athleten                                                      | Zeit (min) |
| ----- | ------------------------------ | ------------------------------------------------------------- | ---------- |
| 1     | Jamaika                        | Kemarrio Bygrave Marcinho Rose Javaughn Pinnock Jaquan Coke   | 3:10,58    |
| 2     | Trinidad und Tobago            | Keone John Jaden Clement Dashaun Lezama Kyrell Thomas         | 3:11,40    |
| 3     | Guyana                         | Malachi Austin Jaheel Cornette Jamol Sullivan Dh Neilson Gill | 3:14,05    |
| 4     | Grenada                        | Devonne Ferguson Taigon Peterkin Joshiem Sylvester            | 3:14,24    |
| 5     | Barbados                       | Yazid Daniel Aaron Morris Nikolai Clarke Keiron Haynes        | 3:14,39    |
| 6     | Antigua und Barbuda            | Osei Gardner Cleon Joseph Kasiya Daley Dwayne Fleming         | 3:14,58    |
| 7     | St. Vincent und die Grenadinen | Aj Delpesche Keo Davis Devonric Mack Matthew Robinson         | 3:16,93    |
|       | Bahamas                        | Zion Shepherd Aiden Kelly Javano Bridgewater Berkley Munnings | DSQ        |

1. April

### Hochsprung
| Platz | Athlet            | Land | Höhe (m) |
| ----- | ----------------- | ---- | -------- |
| 1     | Chavez Penn       | JAM  | 2,13     |
| 2     | Timothy Greenidge | GRN  | 2,05     |
| 3     | Shamar Davis      | BAH  | 1,95     |
| 3     | Bernard Kemp      | BAH  | 1,95     |
| 5     | Jevontae Grant    | JAM  | 1,95     |
| 6     | Quentin Simonard  | MTQ  | 1,95     |
| 7     | Tylan Mayers      | BAR  | 1,95     |
| 8     | Jaidi James       | TTO  | 1,85     |

31. März

### Stabhochsprung
| Platz | Athlet             | Land | Höhe (m)   |
| ----- | ------------------ | ---- | ---------- |
| 1     | Brenden Vanderpool | BAH  | 5,30 GR NR |
| 2     | Tyler Cash         | BAH  | 4,45       |
| 3     | Lucas Ledoux       | MTQ  | 4,10       |
| 4     | Lucas Montabord    | MTQ  | 3,60       |
| 5     | Tedre O’Neil       | VIN  | 3,40       |

30. März
Der Bewerb wurde als offene Kategorie für beide Altersklassen abgehalten.

### Weitsprung
| Platz | Athlet             | Land | Weite (m) |
| ----- | ------------------ | ---- | --------- |
| 1     | Rickoy Hunter      | JAM  | 7,48      |
| 2     | Bernard Kemp       | BAH  | 7,40      |
| 3     | Teon Haynes        | BAR  | 7,32      |
| 4     | Jaidi James        | TTO  | 6,78      |
| 5     | Shaquane Toussaint | GRN  | 6,75      |
| 6     | Micah Campbell     | GRN  | 6,75      |
| 7     | Robert Stuart      | BAH  | 6,74      |
| 8     | Robert Marcus      | GUY  | 6,68      |

31. März

### Dreisprung
| Platz | Athlet             | Land | Weite (m) |
| ----- | ------------------ | ---- | --------- |
| 1     | Chavez Penn        | JAM  | 15,64     |
| 2     | Romaine Lewis      | JAM  | 15,10     |
| 3     | Rollie Hanna       | BAH  | 14,85     |
| 4     | William McKinney   | BAH  | 14,46     |
| 5     | Joshua Winter      | TTO  | 14,38     |
| 6     | J’Aivar Cato       | VIN  | 14,30     |
| 7     | Rodel Greene       | GUY  | 14,24     |
| 8     | Shaquane Toussaint | GRN  | 14,10     |

1. April

### Kugelstoßen (6 kg)
| Platz | Athlet          | Land | Weite (m) |
| ----- | --------------- | ---- | --------- |
| 1     | Shaiquan Dunn   | JAM  | 18,89     |
| 2     | Jaylon Calder   | GRN  | 17,74     |
| 3     | Deandre Bristol | GRN  | 16,99     |
| 4     | Rajay Hemmings  | JAM  | 16,74     |
| 5     | Robert Deal     | BAH  | 14,34     |
| 6     | Andre Smikle    | IVB  | 14,19     |
| 7     | Denzel Phillips | LCA  | 11,40     |

1. April

### Diskuswurf (1,75 kg)
| Platz | Athlet           | Land | Weite (m) |
| ----- | ---------------- | ---- | --------- |
| 1     | Shaiquan Dunn    | JAM  | 61,57     |
| 2     | Chad Hendricks   | JAM  | 58,73     |
| 3     | Antwon Walkin    | TKS  | 52,77     |
| 4     | Robert Deal      | BAH  | 49,54     |
| 5     | Jaylon Calder    | GRN  | 47,82     |
| 6     | Andre Smikle     | IVB  | 47,73     |
| 7     | Denzel Phillips  | LCA  | 47,70     |
| 8     | Kaden Cartwright | BAH  | 46,09     |

30. März

### Speerwurf
| Platz | Athlet                 | Land | Weite (m) |
| ----- | ---------------------- | ---- | --------- |
| 1     | Kaiden Cartwright      | BAH  | 67,34     |
| 2     | Rayvohn Telesford      | GRN  | 65,57     |
| 3     | Addison Alickson James | DMA  | 65,50     |
| 4     | Le Bron James          | TTO  | 64,30     |
| 5     | Dorian Charles         | TTO  | 62,39     |
| 6     | Deandre Bristol        | GRN  | 58,52     |
| 7     | Brandon Falconer       | JAM  | 58,05     |
| 8     | Jayden Daniel          | SKN  | 47,15     |

31. März

## Frauen U20

### 100 m
| Platz | Athletin                | Land | Zeit (s) |
| ----- | ----------------------- | ---- | -------- |
| 1     | Sabrina Dockery         | JAM  | 11,26    |
| 2     | Theianna Lee Terrelonge | JAM  | 11,32    |
| 3     | Geolyna Dowdye          | ATG  | 11,64    |
| 4     | Kishawna Niles          | BAR  | 11,66    |
| 5     | Shayann Demeritte       | BAH  | 11,69    |
| 6     | Symphony Patrick        | TTO  | 11,81    |
| 7     | Sariah Doresca          | HAI  | 11,96    |
| 8     | Shatalya Dorsett        | BAH  | 12,39    |

Finale: 30. März

### 200 m
| Platz           | Athletin        | Land | Zeit (s) |
| --------------- | --------------- | ---- | -------- |
| 1               | Shanoya Douglas | JAM  | 23,03    |
| 2               | Solé Frederick  | TTO  | 23,07    |
| 3               | Sabrina Dockery | JAM  | 23,13    |
| 4               | Sanaa Frederick | TTO  | 23,24    |
| 5               | Sofia Swindell  | ISV  | 23,91    |
| 6               | Nya Wright      | BAH  | 24,25    |
|                 | Nia Richards    | BAH  | DNS      |
| Tianna Springer | GUY             | DNS  |          |

Finale: 1. April
Wind: +3,0 m/s

### 400 m
| Platz | Athletin          | Land | Zeit (s) |
| ----- | ----------------- | ---- | -------- |
| 1     | Tianna Springer   | GUY  | 52,31    |
| 2     | Abigail Campbell  | JAM  | 52,85    |
| 3     | Shanque Williams  | JAM  | 53,03    |
| 4     | Tyhra Charles     | VIN  | 54,34    |
| 5     | Narissa McPherson | GUY  | 54,72    |
| 6     | Shania Adderley   | BAH  | 55,09    |
| 7     | Kadia Rock        | BAR  | 55,67    |
| 8     | Hannah Charles    | LCA  | 56,86    |

Finale: 30. März

### 800 m
| Platz | Athletin          | Land | Zeit (min) |
| ----- | ----------------- | ---- | ---------- |
| 1     | Michelle Smith    | ISV  | 2:06,18    |
| 2     | Victoria Guerrier | HAI  | 2:07,45    |
| 3     | Monique Stewart   | JAM  | 2:07,56    |
| 4     | Kitania Headley   | JAM  | 2:11,86    |
| 5     | Akaree Roberts    | BAH  | 2:16,07    |
| 6     | Attoya Harvey     | GUY  | 2:16,10    |
| 7     | Kaleigh Forde     | TTO  | 2:16,67    |
|       | Layla Haynes      | BAR  | DNS        |

Finale: 1. April

### 1500 m
| Platz | Athletin         | Land | Zeit (min) |
| ----- | ---------------- | ---- | ---------- |
| 1     | Rickeisha Simms  | JAM  | 4:31,94    |
| 2     | Kaydeen Johnson  | JAM  | 4:32,49    |
| 3     | Kaleigh Forde    | TTO  | 4:41,71    |
| 4     | Ashlyn Simmons   | BAR  | 4:45,86    |
| 5     | Tanesia Gardiner | TKS  | 4:48,16    |
| 6     | Hannah Charles   | ATG  | 4:57,29    |
| 7     | Erin Barr        | BAH  | 4:59,01    |
| 8     | Ameiah Samuel    | GRN  | 5:06,03    |

30. März

### 3000 m
| Platz | Athletin         | Land | Zeit (min) |
| ----- | ---------------- | ---- | ---------- |
| 1     | Kaydeen Johnson  | JAM  | 10:04,44   |
| 2     | Ashara Frater    | JAM  | 10:24,83   |
| 3     | Attoya Harvey    | GUY  | 10:36,59   |
| 4     | Tanesia Gardiner | TKS  | 10:38,66   |
| 5     | Oshea Cummings   | TTO  | 10:55,95   |
| 6     | Isis Gaskin      | BAR  | 11:12,21   |
| 7     | Erin Barr        | BAH  | 11:23,52   |
| 8     | Lashay Wilkinson | BAR  | 11:34,04   |

31. März

### 100 m Hürden
| Platz | Athletin          | Land | Zeit (s) |
| ----- | ----------------- | ---- | -------- |
| 1     | Habiba Harris     | JAM  | 12,93    |
| 2     | Briana Campbell   | JAM  | 13,11    |
| 3     | Sofia Swindell    | ISV  | 13,95    |
| 4     | Nia Richards      | BAH  | 14,06    |
| 5     | Saranne Abati     | MTQ  | 14,41    |
| 6     | Shantay Augustine | GRN  | 14,59    |
|       | Gianna Paul       | TTO  | DNS      |

Finale: 1. April
Wind: +2,4 m/s

### 400 m Hürden
| Platz | Athletin          | Land | Zeit (s) |
| ----- | ----------------- | ---- | -------- |
| 1     | Michelle Smith    | ISV  | 56,28    |
| 2     | Kelly Ann Carr    | JAM  | 57,02    |
| 3     | Aaliyah Mullings  | JAM  | 59,80    |
| 4     | Gloria Guerrier   | HAI  | 61,45    |
| 5     | Ta-Mia Taylor     | BAH  | 63,70    |
| 6     | Soraya Rotin      | MTQ  | 64,41    |
| 7     | Charissa December | GUY  | 64,56    |
|       | Belleky Durosier  | HAI  | DNS      |

Finale: 31. März

### 4 × 100 m Staffel
| Platz | Land                     | Athletinnen                                                            | Zeit (s) |
| ----- | ------------------------ | ---------------------------------------------------------------------- | -------- |
| 1     | Jamaika                  | Habiba Harris Theianna Lee Terrelonge Briana Campbell Shanoya Douglas  | 43,63    |
| 2     | Trinidad und Tobago      | Symphony Patrick Sanaa Frederick Solé Frederick Alexxe Henry           | 44,43    |
| 3     | Bahamas                  | Shatalya Dorsett Bayli Major Nya Wright Shayann Demeritte              | 45,50    |
| 4     | Guadeloupe               | Aaliyah Vanoukia Émilie Montout Océane Saint-Hilaire Lindy Saha        | 47,34    |
| 5     | Grenada                  | Reanna Frederick Cheffonia Houston Shantay Augustine Kemisha Dominique | 47,60    |
| 6     | Martinique               | Coralee Alcan Saranne Abati Lou-Anna Pronzola Marie-Miryam Duranty     | 48,49    |
| 7     | Britische Jungferninseln | Amia Todman Jahtivya Williams Shannia Johnson Jordanne Thomas          | DNF      |

31. März

### 4 × 400 m Staffel
| Platz | Land                | Athletinnen                                                         | Zeit (min) |
| ----- | ------------------- | ------------------------------------------------------------------- | ---------- |
| 1     | Jamaika             | Abigail Campbell Shanque Williams Kitania Headley Shanoya Douglas   | 3:34,69    |
| 2     | Trinidad und Tobago | Kaori Robley Sanaa Frederick Kaziah Peters Janae De Gannes          | 3:47,51    |
| 3     | Barbados            | Kadia Rock Ariel Archer Ashlyn Simmons Layla Haynes                 | 3:48,21    |
| 4     | Grenada             | Cheffonia Houston Kemisha Dominique Océane Saint-Hilaire Lindy Saha | 4:58,57    |
| 5     | Grenada             | Reanna Frederick Cheffonia Houston Francesca Henry                  | 47,60      |
| 6     | Bahamas             | Shania Adderley Ta-Mia Taylor Bayli Major Koi Adderley              | DSQ        |

1. April

### Hochsprung
| Platz | Athletin            | Land | Höhe (m) |
| ----- | ------------------- | ---- | -------- |
| 1     | Rasheda Samuels     | JAM  | 1,78     |
| 2     | Dejanae Bruce       | JAM  | 1,76     |
| 3     | Keneisha Shelbourne | TTO  | 1,70     |
| 4     | Koi Adderley        | BAH  | 1,70     |
| 5     | Zakaiya Hunte       | BAR  | 1,65     |
| 5     | Jah'kyla Morton     | IVB  | 1,65     |
| 7     | Alexandra Johnson   | LCA  | 1,60     |
| 8     | Kaielle Gray        | BAH  | 1,60     |

1. April

### Stabhochsprung
| Platz             | Athletin          | Land | Höhe (m) |
| ----------------- | ----------------- | ---- | -------- |
| 1                 | Naya Jules        | LCA  | 2,90 GR  |
| 1                 | Anaiah Rolle      | BAH  | 2,90 GR  |
| 3                 | Alexandra Johnson | LCA  | 2,85     |
|                   | Jade Ferguson     | BAH  | NMH      |
| Lou-Anna Pronzola | MTQ               | NMH  |          |
| Coralee Alcan     | MTQ               | NMH  |          |

1. April
Erstmals wurde ein Stabhochsprungbewerb in der offenen Altersklasse für Mädchen ausgetragen.

### Weitsprung
| Platz | Athletin             | Land | Weite (m) |
| ----- | -------------------- | ---- | --------- |
| 1     | Janae De Gannes      | TTO  | 6,50 GR   |
| 2     | Rohanna Sudlow       | JAM  | 6,30      |
| 3     | Lanaisha Lubin       | BAH  | 5,90      |
| 4     | Marie-Miryam Duranty | MTQ  | 5,83      |
| 5     | Aaliyah Vanoukia     | GLP  | 5,81      |
| 6     | Naomi Pierce         | TTO  | 5,77      |
| 7     | Richelle Stanley     | JAM  | 5,75      |
| 8     | Koi Adderley         | BAH  | 5,67      |

1. April

### Dreisprung
| Platz | Athletin             | Land | Weite (m) |
| ----- | -------------------- | ---- | --------- |
| 1     | Richelle Stanley     | JAM  | 12,58     |
| 2     | Keneisha Shelbourne  | TTO  | 12,49 w   |
| 3     | Dejanae Bruce        | JAM  | 12,20     |
| 4     | Océane Saint-Hilaire | GLP  | 12,20     |
| 5     | Bayli Major          | BAH  | 12,11     |
| 6     | Alyssa Dyett         | ATG  | 12,06     |
| 7     | Lanaisha Lubin       | BAH  | 12,04     |
| 8     | Léane Alfred         | GUF  | 11,90 w   |

30. März

### Kugelstoßen
| Platz | Athletin          | Land | Weite (m) |
| ----- | ----------------- | ---- | --------- |
| 1     | Kimeka Smith      | JAM  | 13,68     |
| 2     | Annae Mackey      | BAH  | 13,58     |
| 3     | Brianna Smith     | CAY  | 12,86     |
| 4     | Dionjah Shaw      | JAM  | 12,26     |
| 5     | Savianna Joseph   | IVB  | 12,24     |
| 6     | Cailyn Johnson    | BAH  | 11,83     |
| 7     | Suerana Alexander | GRN  | 10,41     |
| 8     | Palesa Caesar     | IVB  | 10,04     |

31. März

### Diskuswurf
| Platz | Athletin         | Land | Weite (m) |
| ----- | ---------------- | ---- | --------- |
| 1     | Princesse Hyman  | GLP  | 55,06 GR  |
| 2     | Dionjah Shaw     | JAM  | 50,26     |
| 3     | Najhada Seymoure | JAM  | 48,82     |
| 4     | Annae Mackey     | BAH  | 48,73     |
| 5     | Cailyn Johnson   | BAH  | 47,11     |
| 6     | Palesa Caesar    | IVB  | 43,84     |
| 7     | Alliah Gittens   | GRN  | 40,55     |
| 8     | Adrianna Quamina | TTO  | 39,12     |

30. März

### Speerwurf
| Platz | Athletin           | Land | Weite (m) |
| ----- | ------------------ | ---- | --------- |
| 1     | Tasha Stubbs       | BAH  | 50,94     |
| 2     | Vanessa Sawyer     | BAH  | 43,03     |
| 3     | Alliah Gittens     | GRN  | 42,33     |
| 4     | Suerana Alexander  | GRN  | 42,15     |
| 5     | Thaíma Maximiliana | CUW  | 41,48     |
| 6     | Naya Jules         | LCA  | 39,20     |
| 7     | Najila Donata      | CUW  | 36,67     |
| 8     | Sebastiana Reyes   | SXM  | 32,88     |

31. März

### Siebenkampf
| Platz | Athletin          | Land | Punkte |
| ----- | ----------------- | ---- | ------ |
| 1     | Clémentine Carias | GLP  | 4699   |
| 1     | Kimeka Smith      | JAM  | 4699   |
| 3     | Aaliyah Evans     | BAH  | 4181   |
| 4     | Kaori Robley      | TTO  | 3889   |
| 5     | Irene Moline      | TKS  | 3282   |
| 6     | Thalia Daysant    | GRN  | 3158   |
| 7     | Sebastiana Reyes  | SXM  | 2754   |
|       | Gianna Paul       | TTO  | DNF    |

30./31. März

## Männer U17

### 100 m
| Platz | Athlet                   | Land | Zeit (s) |
| ----- | ------------------------ | ---- | -------- |
| 1     | Nickecoy Bramwell        | JAM  | 10,43    |
| 2     | Kadeem Chinapoo          | GRN  | 10,59    |
| 3     | Malike Nugent            | JAM  | 10,74    |
| 4     | Zion Sambo               | CUW  | 10,80    |
| 5     | Cameron Nathaniel-Powell | TTO  | 10,87    |
| 6     | Tiondre Frett            | IVB  | 10,88    |
| 7     | Everette Fraser          | BAH  | 10,91    |
| 8     | Raminge Laker Dewindt    | CUW  | 11,06    |

Finale: 30. März

### 200 m
| Platz | Athlet            | Land | Zeit (s) |
| ----- | ----------------- | ---- | -------- |
| 1     | Kadeem Chinapoo   | TTO  | 21,78    |
| 2     | Oshane Jervis     | JAM  | 22,16    |
| 3     | Tiondre Frett     | IVB  | 22,18    |
| 4     | Zion Sambo        | CUW  | 22,23    |
| 5     | Kemron Mathlyn    | GRN  | 22,26    |
| 6     | Skylar Charles    | GUY  | 22,36    |
| 7     | Miles Outerbridge | BER  | 22,63    |
| 8     | Byron Walker      | JAM  | DNF      |

Finale: 1. April
Wind: +0,9 m/s

### 400 m
| Platz | Athlet            | Land | Zeit (s) |
| ----- | ----------------- | ---- | -------- |
| 1     | Nickecoy Bramwell | JAM  | 47,27 GR |
| 2     | Kemron Mathlyn    | GRN  | 47,96    |
| 3     | Eagan Neely       | BAH  | 48,16    |
| 4     | Paul Henry        | JAM  | 48,63    |
| 5     | Aidan Moore       | BAR  | 49,35    |
| 6     | Kaidon Persaud    | GUY  | 49,56    |
| 7     | Shevano Nixon     | BAH  | 49,94    |
|       | Shezlon Gordon    | TTO  | 51,02    |

Finale: 30. März

### 800 m
| Platz | Athlet             | Land | Zeit (min) |
| ----- | ------------------ | ---- | ---------- |
| 1     | Keandre Kelly      | JAM  | 1:56,31    |
| 2     | Kaidon Persaud     | GUY  | 1:56,53    |
| 3     | Alejandro Palmer   | JAM  | 1:58,05    |
| 4     | Adriel Mitchell    | GRN  | 1:58,10    |
| 5     | Brion Scott        | TTO  | 2:00,28    |
| 6     | Carlos Brison      | SXM  | 2:01,31    |
| 7     | Robertson Valerius | CUW  | 2:02,97    |
| 8     | Jaylon St. Louis   | GRN  | 2:05,47    |

Finale: 1. April

### 1500 m
| Platz | Athlet          | Land | Zeit (min) |
| ----- | --------------- | ---- | ---------- |
| 1     | Shemar Green    | JAM  | 4:11,91    |
| 2     | Wyndel Beyde    | ARU  | 4:12,80    |
| 3     | Sekani Brown    | JAM  | 4:15,21    |
| 4     | Adriel Mitchell | GRN  | 4:17,79    |
| 5     | Demetrie Meyers | BLZ  | 4:18,87    |
| 6     | Jaden Alexander | TTO  | 4:20,13    |
| 7     | Ruben Rotin     | MTQ  | 4:20,57    |
| 8     | Love Joseph     | TKS  | 4:22,69    |

30. März

### 3000 m
| Platz | Athlet          | Land | Zeit (min) |
| ----- | --------------- | ---- | ---------- |
| 1     | Demetrie Meyers | BLZ  | 9:05,86    |
| 2     | Wyndel Beyde    | ARU  | 9:21,30    |
| 3     | Isaiah Alder    | TTO  | 9:29,35    |
| 4     | Keiel Samuel    | TTO  | 9:31,82    |
| 5     | Luke McIntyre   | BAR  | 9:33,73    |
| 6     | Love Joseph     | TKS  | 9:44,87    |
| 7     | Omarion Edwin   | LCA  | 9:58,08    |
| 8     | Keith Charles   | GRN  | 10:05,83   |

31. März

### 110 m Hürden (91,4 cm)
| Platz | Athlet                | Land | Zeit (s) |
| ----- | --------------------- | ---- | -------- |
| 1     | Michael Dwyer         | JAM  | 13,81    |
| 2     | Jahcario Wilson       | BAH  | 13,94    |
| 3     | Robert Miller         | JAM  | 13,97    |
| 4     | Akanye Samuel-Francis | SKN  | 14,06    |
| 5     | Omari Brown           | TTO  | 14,20    |
| 6     | Sören Voisin          | GUF  | 15,24    |
| 7     | Tyrique Vincent       | TTO  | 33,75    |
|       | Tejaun Webbe          | SKN  | DSQ      |

Finale: 1. April
Wind: +1,8 m/s

### 400 m Hürden (84 cm)
| Platz | Athlet                | Land | Zeit (s) |
| ----- | --------------------- | ---- | -------- |
| 1     | Robert Miller         | JAM  | 52,19 GR |
| 2     | Akanye Samuel-Francis | SKN  | 52,88    |
| 3     | Fransico Williams     | JAM  | 53,19    |
| 4     | Tieano Ferguson       | BAH  | 53,32    |
| 5     | Jahcario Wilson       | BAH  | 55,08    |
| 6     | Shezlon Gordon        | TTO  | 56,08    |
| 7     | Kirby Junior Thomas   | GRN  | 64,96    |

31. März

### 4 × 100 m Staffel
| Platz | Land                     | Athleten                                                             | Zeit (s) |
| ----- | ------------------------ | -------------------------------------------------------------------- | -------- |
| 1     | Jamaika                  | Nyron Wade Malike Nugent Byron Walker Oshane Jervis                  | 41,30    |
| 2     | Trinidad und Tobago      | Cameron Nathaniel-Powell Hakeem Chinapoo Shane Camejo Kaeden Herbert | 41,53    |
| 3     | Bahamas                  | Ishmael Rolle Everette Fraser Branden Mackey Kion Burrows            | 42,30    |
| 4     | Britische Jungferninseln | Jaheem Lennard-Joseph Tiondre Frett Mario Carter Shaumal Donovan     | 42,30    |
| 5     | Guyana                   | Skylar Charles Deuel Europe Kaidon Persaud Ezekiel Millington        | 43,68    |
| 6     | Turks- und Caicosinseln  | Herwens Guerrier Rayvon Black Ali Eliasu Daens Saint Hilaire         | 45,25    |
|       | Grenada                  | Delron John Jayden Knight Kemron Mathlyn Josh Thomas                 | DNF      |

31. März

### 4 × 400 m Staffel
| Platz | Land                    | Athleten                                                        | Zeit (min) |
| ----- | ----------------------- | --------------------------------------------------------------- | ---------- |
| 1     | Jamaika                 | Fransico Williams Robert Miller Keandre Kelly Nickecoy Bramwell | 3:18,43    |
| 2     | Trinidad und Tobago     | Makaelan Woods Shezlon Gordon Michal Paul Khordae Lewis         | 3:21,24    |
| 3     | Grenada                 | Kemron Mathlyn Kimol Murray Jayden Knight Adriel Mitchell       | 3:21,92    |
| 4     | Bahamas                 | Tieano Ferguson Jahcario Wilson Branden Mackey Shevano Nixon    | 3:24,62    |
| 5     | Turks- und Caicosinseln | Ali Eliasu Love Joseph Daens Saint Hilaire Rayvon Black         | 3:29,08    |

1. April

### Hochsprung
| Platz | Athlet           | Land | Höhe (m) |
| ----- | ---------------- | ---- | -------- |
| 1     | Joshua Williams  | BAH  | 2,00     |
| 2     | Claudius Burrows | BAH  | 1,95     |
| 3     | Tyrique Vincent  | TTO  | 1,90     |
| 4     | Patrick Brown    | JAM  | 1,90     |
| 5     | Michal Paul      | TTO  | 1,85     |
| 6     | Shyiem Phillip   | GRN  | 1,85     |
| 6     | Joshua Telesford | GRN  | 1,85     |
| 8     | Othniel Gillings | IVB  | 1,85     |

31. März

### Weitsprung
| Platz | Athlet                | Land | Weite (m) |
| ----- | --------------------- | ---- | --------- |
| 1     | Joshua Williams       | BAH  | 7,03      |
| 2     | Tyrique Vincent       | TTO  | 7,00      |
| 3     | Rodeeki Walters       | JAM  | 6,97      |
| 4     | Anthony Chin          | CAY  | 6,91      |
| 5     | Deuel Europe          | GUY  | 6,79      |
| 6     | Raminge Laker Dewindt | CUW  | 6,77      |
| 7     | Jules Ogarro          | BAR  | 6,64      |
| 8     | Ryan Joseph           | GUY  | 6,59      |

30. März

### Dreisprung
| Platz | Athlet               | Land | Weite (m) |
| ----- | -------------------- | ---- | --------- |
| 1     | Chrystophe Callistes | GRN  | 14,67     |
| 2     | Amani Phillips       | JAM  | 14,18     |
| 3     | Davon Davis          | BAH  | 14,16     |
| 4     | Tyrique Vincent      | TTO  | 13,91     |
| 5     | Carlin Archer        | BAH  | 13,87     |
| 6     | Zachary Merchant     | JAM  | 13,70     |
| 7     | Deuel Europe         | GUY  | 13,69     |
| 8     | Reuel McEwen         | TTO  | 13,10     |

31. März

### Kugelstoßen (5 kg)
| Platz | Athlet               | Land | Weite (m) |
| ----- | -------------------- | ---- | --------- |
| 1     | Javontae Smith       | JAM  | 18,80 GR  |
| 2     | Jayden Walcott       | BAR  | 15,37     |
| 3     | Jaylen Stuart        | BAH  | 15,28     |
| 4     | Kamari Kennedy       | JAM  | 15,07     |
| 5     | Mathéo Gaspard-Belia | GLP  | 13,84     |
| 6     | Jamical Titre        | DMA  | 13,77     |
| 7     | Tyrese Peters        | GRN  | 13,62     |
| 8     | Nathaniel Samaroo    | GUY  | 12,33     |

31. März

### Diskuswurf (1,5 kg)
| Platz | Athlet               | Land | Weite (m) |
| ----- | -------------------- | ---- | --------- |
| 1     | Javontae Smith       | JAM  | 52,71     |
| 2     | Kamari Kennedy       | JAM  | 50,84     |
| 3     | Mathéo Gaspard-Belia | GLP  | 43,54     |
| 4     | Jayden Walcott       | BAR  | 43,21     |
| 5     | Jamical Titre        | DMA  | 40,36     |
| 6     | Stephon Strachan     | GRN  | 32,35     |
| 7     | Jaylen Stuart        | BAH  | 31,79     |
| 8     | Perry McPhee         | BAH  | 31,49     |

1. April

### Speerwurf (700 g)
| Platz | Athlet           | Land | Weite (m) |
| ----- | ---------------- | ---- | --------- |
| 1     | Malique Francis  | ATG  | 68,84 GR  |
| 2     | Jaheem Clarke    | SKN  | 56,09     |
| 3     | Delron John      | GRN  | 54,70     |
| 4     | Abijah Nemdhari  | SKN  | 54,10     |
| 5     | Kaidon Persaud   | GUY  | 49,61     |
| 6     | Wyatt Cartwright | BAH  | 46,22     |
| 7     | Triston Ettienne | SXM  | 41,72     |

30. März

## Mädchen U17

### 100 m
| Platz | Athletin             | Land | Zeit (s) |
| ----- | -------------------- | ---- | -------- |
| 1     | Athaleyha Hinckson   | GUY  | 11,44    |
| 2     | Adora Campbell       | JAM  | 11,52    |
| 3     | Aniya Nurse          | BAR  | 11,76    |
| 4     | Kerelle Etienne      | DMA  | 11,85    |
| 5     | Poshannalee Blake    | JAM  | 12,15    |
| 6     | Jady Emmanuel        | LCA  | 12,23    |
| 7     | Egypt Regis Benjamin | GRN  | 12,38    |
| 8     | Tianna Richardson    | TTO  | 12,41    |

Finale: 30. März

### 200 m
| Platz | Athletin             | Land | Zeit (s) |
| ----- | -------------------- | ---- | -------- |
| 1     | Natrece East         | JAM  | 23,74    |
| 2     | Athaleyha Hinckson   | GUY  | 23,85    |
| 3     | Tyra Fenton          | ATG  | 23,97    |
| 4     | Keyezra Thomas       | BAH  | 24,12    |
| 5     | Sashana Johnson      | JAM  | 24,12    |
| 6     | Alexis Roberts       | BAH  | 24,21    |
| 7     | Aniya Nurse          | BAR  | 24,51    |
| 8     | Egypt Regis Benjamin | GRN  | 25,13    |

Finale: 1. April
Wind: +0,9 m/s

### 400 m
| Platz | Athletin              | Land | Zeit (s) |
| ----- | --------------------- | ---- | -------- |
| 1     | Nastassia Fletcher    | JAM  | 54,32    |
| 2     | Keyezra Thomas        | BAH  | 54,59    |
| 3     | Tyra Fenton           | ATG  | 54,89    |
| 4     | De'Cheynelle Thomas   | SKN  | 56,19    |
| 5     | Kyah Hyson            | TTO  | 58,40    |
| 6     | Tresha Lee Sutherland | JAM  | 58,40    |
| 7     | Marissa Thomas        | GUY  | 58,51    |
| 8     | Alexis Roberts        | BAH  | 58,87    |

Finale: 30. März

### 800 m
| Platz | Athletin           | Land | Zeit (min) |
| ----- | ------------------ | ---- | ---------- |
| 1     | Kevongaye Fowler   | JAM  | 2:16,97    |
| 2     | Alikay Reynolds    | JAM  | 2:17,02    |
| 3     | Annalisa Brown     | GRN  | 2:18,75    |
| 4     | Shian Lewis        | TTO  | 2:21,36    |
| 5     | Alkila Blucher     | GUY  | 2:24,29    |
| 6     | Decheynelle Thomas | SKN  | 2:24,40    |
| 7     | Jade Knowles       | BAH  | 2:25,83    |
| 8     | Chanecia Bryant    | BAR  | 2:26,54    |

Finale: 1. April

### 1500 m
| Platz | Athletin           | Land | Zeit (min) |
| ----- | ------------------ | ---- | ---------- |
| 1     | Dallia Fairweather | JAM  | 4:45,86    |
| 2     | Alikay Reynolds    | JAM  | 4:46:14    |
| 3     | Shian Lewis        | TTO  | 4:48,68    |
| 4     | Aniqah Bailey      | TTO  | 4:52,06    |
| 5     | Annalisa Brown     | GRN  | 4:57,79    |
| 6     | Dena Marie Barby   | CUW  | 4:59,15    |
| 7     | Jaeda Grant        | BER  | 5:11,58    |
| 8     | Alkila Blucher     | GUY  | 5:16,37    |

30. März

### 100 m Hürden (76,2 cm)
| Platz           | Athletin           | Land | Zeit (s) |
| --------------- | ------------------ | ---- | -------- |
| 1               | Malayia Duncan     | JAM  | 13,63    |
| 2               | Jenna-Marie Thomas | TTO  | 13,74    |
| 3               | Zsa-Zsa Frans      | CUW  | 14,21    |
| 4               | Emilie Panelle     | GUF  | 14,66    |
| 5               | Tenique Vincent    | TTO  | 14,72    |
| 6               | Naima Caprice      | MTQ  | 14,77    |
|                 | Angel Robinson     | JAM  | DNF      |
| Darvinique Dean | BAH                | DSQ  |          |

Finale: 1. April
Wind: −0,7 m/s

### 400 m Hürden
| Platz | Athletin           | Land | Zeit (min) |
| ----- | ------------------ | ---- | ---------- |
| 1     | Nastassia Fletcher | JAM  | 1:00,10    |
| 2     | Darvinique Dean    | BAH  | 1:00,66    |
| 3     | Jenna-Marie Thomas | TTO  | 1:01,03    |
| 4     | Jasmine Thompson   | BAH  | 1:07,22    |
| 5     | Durlaina Rouse     | TTO  | 1:07,73    |
| 6     | Alyssa Carty       | JAM  | 1:07,93    |
| 7     | Joeltica Rogers    | SKN  | 1:11,04    |
| 8     | Keona Balentien    | CUW  | 1:16,61    |

Finale: 31. März

### 4 × 100 m Staffel
| Platz | Land                     | Athletinnen                                                         | Zeit (s) |
| ----- | ------------------------ | ------------------------------------------------------------------- | -------- |
| 1     | Jamaika                  | Natrece East Adora Campbell Poshannalee Blake                       | 45,36    |
| 2     | Bahamas                  | Darvinique Dean Alexis Roberts Keyezra Thomas Khylee Wallace        | 46,28    |
| 3     | Trinidad und Tobago      | Jenniah McLaren Xiah Tobias Makayla Cupid Tianna Richardson         | 47,49    |
| 4     | Grenada                  | Tishawna Bascombe Amiyah Chandler Shade John Egypt Regis Benjamin   | 47,80    |
| 5     | St. Kitts und Nevis      | Kimiya Phipps Khaldreece Chapman Joeltica Rogers Decheynelle Thomas | 48,15    |
| 6     | Bermuda                  | Saniya Place Kalilia Daley Lashee Jones Pria Wilson                 | 48,77    |
| 7     | Turks- und Caicosinseln  | Kelandy King Krysanne Williams Tanaire Gardiner Chloe Jennings      | 51,23    |
|       | Britische Jungferninseln | Shyra Stoutt M'kenzii Crabbe Macayla Logan Jameila Chambers         | DSQ      |

31. März

### 4 × 400 m Staffel
| Platz | Land                | Athletinnen                                                                | Zeit (min) |
| ----- | ------------------- | -------------------------------------------------------------------------- | ---------- |
| 1     | Jamaika             | Britannia Bailey Nastassia Fletcher Kevongaye Fowler Tresha Lee Sutherland | 3:41,84    |
| 2     | Bahamas             | Darvinique Dean Alexis Roberts Alexandria Komolafe                         | 3:47,13    |
| 3     | Trinidad und Tobago | Kyah Hyson Tenique Vincent Shian Lewis Jenna-Marie Thomas                  | 3:54,49    |
| 4     | Grenada             | Annalisa Brown Amiyah Chandler Emma McIntosh Egypt Regis Benjamin          | 4:01,75    |
| 5     | Bermuda             | Amaris Munya Saniya Place Lashee Jones                                     | 4:04,59    |
| 6     | St. Lucia           | Tesley Lesporis Isabella Emilienne Maiya Landers Casyah Paul               | 4:08,48    |
|       | Barbados            | Danya Skeete Chanecia Bryant Tia Applewhaite Aniya Nurse                   | DSQ        |

1. April

### Hochsprung
| Platz | Athletin            | Land | Höhe (m) |
| ----- | ------------------- | ---- | -------- |
| 1     | Zavien Bernard      | JAM  | 1,71     |
| 2     | Alexandria Komolafe | BAH  | 1,71     |
| 3     | Tenique Vincent     | TTO  | 1,68     |
| 4     | Keyezra Thomas      | BAH  | 1,60     |
| 5     | Kiami-Rae Orford    | BAR  | 1,55     |
| 5     | Jameila Chambers    | IVB  | 1,55     |
| 7     | La'shiya Biggart    | TTO  | 1,55     |
| 8     | Johnson Delora      | CAY  | 1,55     |

30. März

### Weitsprung
| Platz | Athletin        | Land | Weite (m) |
| ----- | --------------- | ---- | --------- |
| 1     | J'kaiyah Rolle  | BAH  | 5,77      |
| 2     | Sashana Johnson | JAM  | 5,74      |
| 3     | Brooklyn Lyttle | BIZ  | 5,73      |
| 4     | Tessa Clamy     | GLP  | 5,65      |
| 5     | Tenique Vincent | TTO  | 5,55      |
| 6     | Lindy Saha      | GLP  | 5,45      |
| 7     | Johnson Delora  | CAY  | 5,42      |
| 8     | Gerilin Barnes  | ATG  | 5,36      |

31. März

### Dreisprung
| Platz | Athletin           | Land | Weite (m) |
| ----- | ------------------ | ---- | --------- |
| 1     | Jaeda Robinson     | JAM  | 12,69 GR  |
| 2     | Tessa Clamy        | GLP  | 12,09     |
| 3     | Zavien Bernard     | JAM  | 11,63     |
| 4     | Christanna Charles | GRN  | 11,33     |
| 5     | Naima Caprice      | MTQ  | 11,26     |
| 6     | Zo'e Adderley      | BAH  | 11,04     |
| 7     | Noor Mavinga       | MTQ  | 10,72     |
| 8     | Brooklyn Lyttle    | BLZ  | 10,69     |

1. April

### Kugelstoßen (3 kg)
| Platz | Athletin            | Land | Weite (m) |
| ----- | ------------------- | ---- | --------- |
| 1     | Jamelia Young       | JAM  | 14,25     |
| 2     | Peyton Winter       | TTO  | 14,21     |
| 3     | Terrell McCoy       | BAH  | 14,11     |
| 4     | Romeena Davis       | IVB  | 12,24     |
| 5     | Léa Retardato-Samot | MTQ  | 12,04     |
| 6     | Klara Cusson        | GUF  | 10,79     |
| 7     | Naomi Agustine      | GRN  | 10,53     |
| 8     | Jessica Thompson    | JAM  | 10,26     |

30. März

### Diskuswurf (1 kg)
| Platz | Athletin            | Land | Weite (m) |
| ----- | ------------------- | ---- | --------- |
| 1     | Jamelia Young       | JAM  | 36,80     |
| 2     | Terrell McCoy       | BAH  | 36,09     |
| 3     | Léa Retardato-Samot | MTQ  | 35,73     |
| 4     | Addalia Sylvester   | TTO  | 33,30     |
| 5     | Peyton Winter       | TTO  | 32,72     |
| 6     | Romeena Davis       | IVB  | 29,01     |
| 7     | Toccara Barbour     | SKN  | 28,89     |
| 8     | Naomi Agustine      | GRN  | 26,49     |

1. April

### Speerwurf (500 g)
| Platz | Athletin        | Land | Weite (m) |
| ----- | --------------- | ---- | --------- |
| 1     | Dior-Rae Scott  | BAH  | 52,53 GR  |
| 2     | Kamera Strachan | BAH  | 47,61     |
| 3     | Zoelle Jamel    | JAM  | 45,00     |
| 4     | Zonique Charles | ATG  | 41,40     |
| 5     | Angely Curiel   | CUW  | 40,47     |
| 6     | Naomi Jones     | GRN  | 31,77     |
| 7     | Klara Cusson    | GUF  | 30,11     |
| 8     | Gerianne Guy    | GRN  | 29,65     |

1. April

## Mixed

### 4 × 400 m Staffel
| Platz | Land                    | Athleten                                                              | Zeit (min) |
| ----- | ----------------------- | --------------------------------------------------------------------- | ---------- |
| 1     | Guyana                  | Malachi Austin Narissa McPherson Dh Neilson Gill Tianna Springer      | 3:23,51    |
| 2     | Grenada                 | Elisha Williams Joshiem Sylvester Cheffonia Houston Kemisha Dominique | 3:29,19    |
| 3     | Jamaika                 | Princewell Martin Rickeisha Simms Paul Henry Britannia Bailey         | 3:30,42    |
| 4     | Trinidad und Tobago     | Keone John Kyah Hyson Jaden Clement Kadija Pickering                  | 3:31,24    |
| 5     | Bahamas                 | Lamorn Moxey Rizpah Thompson Javano Bridgewater Shania Adderley       | 3:31,49    |
| 6     | St. Lucia               | Rayshawn Harris Hannah Charles Kimalie Theodore Alexandra Johnson     | 3:37,56    |
| 7     | Turks- und Caicosinseln | Bernard Hyde Roniesha Johnson Xavier Joseph Tanesia Gardiner          | 3:40,29    |
| 8     | Antigua und Barbuda     | Osei Gardner Geolyna Dowdye Tyra Fenton Cleon Joseph                  | 3:42,18    |

31. März